# Șopârlă de iarbă
Șopârla de iarbă (Podarcis tauricus, cu o denumire mai veche Lacerta taurica) numită la noi și șopârlă de stepă, șopârlă verde de stepă, șopârlă dobrogeană, șopârlă dobrogeană de stepă, șopârlă taurică, șopârlă de Crimeea este o șopârlă endemică balcanică din familia lacertide (Lacertidae) răspândită în Balcani: Grecia, Insulele Ionice, Albania, Turcia europeană, Bulgaria, fosta Republică Iugoslavă (Serbia, Macedonia), România, Republica Moldova, Ucraina, Ungaria. Este o specie politipică cuprinzând 3 subspecii (Podarcis tauricus ionicus, Podarcis tauricus tauricus, Podarcis tauricus thasopulae). În România și Republica Moldova se întâlnește numai subspecia Podarcis tauricus tauricus (cu o denumire mai veche Lacerta taurica taurica). În România este foarte numeroasă în Dobrogea, rară în câmpia Dunării (Roșiorii de Vede) și reapare mai frecvent în Banat, de la Baziaș până la Vârciorova, în Oltenia pe dunele de la Ciupercenii Vechi, pe valea Jiului la sud de Craiova, și pe valea Oltețului, lângă vărsarea în Olt.
Are o talie relativ mică (până la 20 cm), cu capul relativ mic, botul ascuțit cu profil dorsal drept sau convex, gulerul dințat, corpul relativ comprimat dorso-ventral, coada lungă (de 1½—2 ori mai lungă decât corpul) și subțire în partea terminală. Masculii sunt mai mari decât femelele, cu capul mai mare și mai înalt și membrele mai lungi. Coloritul dorsal la masculi este verde intens, cu două dungi dorso-laterale brune, cu pete negre neregulate, mărginite de două linii albe. Pe flancuri are pete negre cu aspect, de V,  de U sau de accent circumflex pe un fond brun-albicios. Treimea posterioară a trunchiului, membrele și coada sunt cafenii. Pe membrele posterioare se văd oceli albi, mai deschiși decât fondul cafeniu. Abdomenul, partea inferioară a cozii și gușa sunt portocaliu intens, plăcile ventrale externe ale abdomenului albastre cu pete negre. Partea inferioară a capului albă. La femele, coloritul verde este înlocuit adesea prin cafeniu-pământiu; capul cafeniu (uneori verzui) cu sau fără puncte negre; partea inferioară a corpului albă, cu reflexe roșietice.
Șopârla de iarbă trăiește în vestul României pe terenuri înierbate nisipoase, pe dune și pe porțiuni pietroase. În Muntenia și Dobrogea, se întâlnește în special pe terenurile înierbate, la liziera pădurilor și în rariști, pe marginea culturilor și chiar în interiorul lor; mai rar în regiunile pietroase. Adesea țâșnește pe lângă picioarele călătorului care străbate coamele dealurilor îmbrăcate cu pelin și euforbii, ascunzându-se în găuri de greieri și în crăpături. 
Hibernează îngropată în pământ din octombrie sau chiar noiembrie până în aprilie. Este diurnă, indivizii fiind activi între orele 9-17. Se hrănește cu insecte (ortoptere, diptere, heteroptere, coleoptere, larve de lepidoptere), păianjeni, miriapode, furnici. Are numeroși dușmani, mai ales păsările răpitoare, de aceea foarte mulți indivizi au cozi regenerate.
Împerecherea are loc în aprilie-mai, când masculii fugăresc femelele printre tufe. În această perioadă masculii au abdomenul portocaliu intens, iar verdele crud de pe spate contrastează cu negrul. Femela depune ponta în a doua jumătate a lunii mai, de obicei 3-4 ouă îngropate într-o galerie săpată în pământ, cu dimensiuni 13 x 7 mm. În august apar puii, cu o lungime de 28-30 mm. 